# Koncepcja jednej drogi
Koncepcja jednej drogi (ang. one-way approach) – koncepcja, która zakłada, że najbardziej uzasadnioną konsekwencją wdrażania logistyki do przedsiębiorstwa jest integracja, połączenie wszystkich zadań logistycznych w ramach jednej sfery logistyki, podporządkowanej bezpośrednio członkowi zarządu przedsiębiorstwa. Koncepcja jednej drogi jest jednym z trzech zagadnień wdrażania logistyki do przedsiębiorstwa. Pozostałe dwie koncepcje to koncepcja cyklu życia oraz koncepcja sytuacyjna.